# ニトロ多環芳香族炭化水素
ニトロ多環芳香族炭化水素（ニトロたかんほうこうぞくたんかすいそ、英;nitropolycyclic aromatic hydrocarbon）とは、ニトロ基を持つ多環芳香族炭化水素(PAH)の総称。NPAHまたはニトロPAHと略記される。この物質を分類したとき、非意図的生成化学物質とも呼ばれる。

## 発生
化石燃料等の燃焼により、PAHとともに生じる一次生成と、大気中に排出されたPAHが太陽光の関与を受け、窒素酸化物と反応してニトロ化して生じる二次生成の二通りの発生経路がある。このうち2-ニトロピレンと2-ニトロフルオランテンは、大気中の化学反応により生成することが確認されている。粘土鉱物がニトロ化を促進する研究結果があり、黄砂によりNPAHが生成しながら中国から日本へ飛来することが懸念されている。ニトロ化は燃焼温度が高いほど進行しやすく、1,100 ℃ 程度の石炭ストーブより、2,700 ℃ 程度のディーゼルエンジンの方が、PAHに対するNPAHの生成比率が高くなる。大気中のNPAH濃度は、札幌市0.58 pmol/m3、東京都0.30、北九州市0.05となっている。これに対し、瀋陽市0.50、ソウル特別市0.58、ウラジオストク0.33であり、石炭暖房に依存する中国やロシアではPAHに対するNPAHの比率が高くなっている。NPAHはPAHと異なり蛍光性を持たないため、ニトロ基をアミノ基に還元した上で分析する。

## 安全性
NPAHは強い変異原性を持つと考えられ、PAHにニトロ基が1つないし2つ結合すると発癌性の疑いが強くなる傾向がある。国際がん研究機関は、NPAHのうち1-ニトロピレンや1,8-ジニトロピレンを含む8種類の発癌性についてGroup2B（ヒトに対する発癌性が疑われる化合物）に分類している。